# Sarah Widdows
Sarah Widdows (* 1997 in Kanada) ist eine kanadische Kinderdarstellerin, die im Jahr 2004 aktiv war.

## Leben
Sarah Widdows ist Tochter der Casting-Directorin Kathleen Widdows. Auch ihr älterer Bruder Connor Widdows startete als Kinderdarsteller.
Widdows hatte 2004 im Alter von sieben Jahren die kleine Nebenrolle als kindliche „Kayleigh“ in dem Film Butterfly Effect und spielte danach noch in einer Folge der Fernsehserie The L Word. Danach trat sie schauspielerisch nicht mehr in Erscheinung.

## Filmografie
- 2004: Butterfly Effect
- 2004: The L Word – Wenn Frauen Frauen lieben (The L Word, Fernsehserie, eine Folge)